# ꬱ
Cette page contient des caractères spéciaux ou non latins. S’ils s’affichent mal (▯, ?, etc.), consultez la page d’aide Unicode.
Ne doit pas être confondu avec E dans l’a culbuté ‹ ᴂ ›.
Le ꬱ, appelé schwa réfléchi dans l’a ou a schwa réfléchi, est une lettre additionnelle latine utilisée dans l’alphabet Anthropos. Elle ne doit pas être confondu avec le E dans l’a culbuté ‹ ᴂ ›. 

## Utilisation
Dans l’alphabet Anthropos révisé de 1924, schwa réfléchi dans l’a ‹ ꬱ › représente une voyelle mi-ouverte postérieure non arrondie [ʌ], par exemple le a du mot moyen allemand du nord Vater ou le u du mot anglais but.

## Représentations informatiques
Cette lettre peut être représentée avec les caractères Unicode (Latin étendu E) suivants :
| formes    | représentations | chaînes de caractères | points de code | descriptions                             |
| --------- | --------------- | --------------------- | -------------- | ---------------------------------------- |
| minuscule | ꬱ               | ꬱ                     | U+AB31         | lettre minuscule latine a schwa réfléchi |